# Engaeus urostrictus
Engaeus urostrictus é uma espécie de crustáceo da família Parastacidae.
É endémica da Austrália.